# Фігура Степан
Степан Фігура (* 6 січня 1897, с. Лютовиська, Старосамбірський повіт, Королівство Галичини та Володимирії — † 18 березня 1939, смт Волове, Карпатська Україна) — сотник, Волівський окружний командант Карпатської Січі, вояк УГА, науковець-археолог.

## Життєпис
Народився 1897 року в селі Лютовиська (тепер Старосамбірського району Львівської області. Його батько володів невеликим одноосібним селянським господарством.
Служив в Українській галицькій армії, брав участь у Польсько-українській війні 1918—1919 років.
Після поразки визвольних змагань емігрував до Праги. Протягом 1926—1927 навчався в Українському вільному університеті та Карловому університеті. Працював разом із відомим вченим-археологом Іваном Борковським в інституті археології Чехословацькій академії наук.
У 1933 (або 1934) році переїхав до Волового (тепер Міжгір'я), де обіймав посаду вчителя місцевої школи, яка в часи Карпатської України стала Високою Промисловою школою.
Наприкінці 1938-го — початку 1939 року разом із Степаном Гинилевичем займався організацією збройних сил Карпатської України у Волівській окрузі. Степан Фігура обійняв посаду окружного команданта. Січовики активно боролися проти польських диверсантів, які переходили кордон та тероризували місцеве населення.
14 березня 1939 року взяв активну участь у боях проти чеських військ і поліції, які відмовлялись віддати зброю. Були роззброєні станиці жандармерії в Торуні та Воловому.
Вже наступного 15 березня загін під керівництвом Степана Фігури та Степана Гинилевича відбив наступ польських відділів, які перейшли кордон країни: 
| Уночі проти 15 березня польські відділи, які перейшли були кордон коло Торуня у кількості коло 250 вояків, січовики відбили. Мости вздовж польського кордону понищено за наказом команди Січі... На цьому відтинку операціями керує командант Січі у Торуні четар Дубик разом із районовим командантом Фігурою.[1] |
Розстріляний у ніч з 18 на 19 березня 1939 року на околиці селища Волове угорськими окупантами.